# Gare de Saint-Féliu-d’Avall
Gare de Saint-Féliu-d’Avall – przystanek kolejowy w Saint-Féliu-d’Avall, w departamencie Pireneje Wschodnie, w regionie Oksytania, we Francji. Jest zarządzany przez SNCF (budynek dworca) i przez RFF (infrastruktura). Obsługuje również sąsiednią gminę Molitg-les-Bains.
Został otwarty w 1868 przez Compagnie du chemin de Fer de Perpignan à Prades, a w 1884 stał się częścią Compagnie des chemins de fer du Midi et du Canal latéral à la Garonne. Przystanek jest obsługiwana przez pociągi TER Languedoc-Roussillon.

## Położenie
Znajduje się na linii Perpignan – Villefranche - Vernet-les-Bains, w km 479,333, pomiędzy stacjami Soler i Millas, na wysokości 99 m n.p.m.

## Linie kolejowe
- Perpignan – Villefranche - Vernet-les-Bains